# Елезаренко, Евгений Александрович
Евге́ний Алекса́ндрович Елеза́ренко (бел. Яўген Аляксандравіч Елязаранка; род. 4 июля 1993, Осиповичи, Могилёвская область) — белорусский футболист, полузащитник червенского «Колоса».

## Карьера

### Клубная
Начал заниматься футболом в Осиповичах, где тренером был его отец — Александр Николаевич Елезаренко. Позже учился в специальном футбольном классе Минского суворовского училища, откуда попал в «Динамо-2».
В 2012 году перешёл в новополоцкий «Нафтан», где сначала играл за дубль. В сезоне 2013 новый главный тренер «Нафтана» Павел Кучеров присоединил Елезаренко к основной команде. Быстро закрепился в основном составе, где стал выступать на позиции опорного полузащитника.
В сезоне 2014 стал основным опорным полузащитником команды. В апреле и июле 2014 года некоторое время не играл из-за травм, но потом возвращал место в основе.
С января 2016 года проходил просмотр в солигорском «Шахтёре», с которым в марте подписал контракт. Сначала выходил на замену, но потом закрепился в стартовом составе. В сентябре 2016 года получил травму, из-за которой выбыл до конца сезона.
В начале 2017 года, восстановившись от травмы, тренировался с «Шахтёром», но в феврале отправился на просмотр в «Гомель» и в результате в марте был арендован этим клубом. В составе «Гомеля» вскоре закрепился в стартовом составе, но в конце сезона потерял место в основе. В декабре 2017 года по окончании срока аренды вернулся в «Шахтёр».
В начале 2018 года тренировался с «Шахтером», попав с командой на первый (кипрский) сбор. В феврале 2018 года не попал на второй (турецкий) сбор Солигорска и вскоре присоединился к «Слуцку». В марте 2018 года, по соглашению сторон разорвав контракт с солигорцам, официально стал игроком слуцкого клуба. За полгода сыграл за основную команду «сине-белых» только в трех матчах чемпионата Беларуси и двух кубковых. В июле 2018 года покинул «Слуцк» и перешел в минское «Торпедо», где закрепился в основе.
В июле 2019 года в связи с финансовыми проблемами покинул «Торпедо» и отправился на просмотр в узбекскую «Бухару», однако в итоге в августе стал игроком «Лиды».
В феврале 2020 года подписал контракт с могилёвским «Днепром». В декабре покинул клуб.
В феврале 2021 года стало известно, что Елезаренко подписал контракт с «Нафтаном». В июле 2021 года перешёл в состав пинской «Волны».
3 апреля 2022 года перешёл в «Осиповичи».
В июле 2023 года футболист стал игроком червенского «Колоса».

### Международная
25 января 2014 года дебютировал за молодёжную сборную Беларуси в матче Кубка Содружества против сборной Казахстана (4ː1). Всего за сборную Елезаренко провёл 8 матчей.

## Достижения
- Серебряный призёр чемпионата Беларуси: 2016